# Ethiopian Coffee Football Club
L'Ethiopian Coffee Football Club è una società calcistica con sede a Addis Abeba in Etiopia.
Fondato nel 1976 il club milita nel Campionato etiope di calcio.

## Palmarès

### Competizioni nazionali
- Ethiopian Premier League: 1

2010-2011
- Ethiopian Cup: 5

1998, 2000, 2003, 2008, 2024
- Ethiopian Super Cup: 3

1997, 2000, 2008, 2010

### Altri piazzamenti
- Ethiopian Premier League:

Secondo posto: 2003-2004, 2008-2009, 2013-2014, 2015-2016
Terzo posto: 1998, 1998-1999, 1999-2000, 2000-2001, 2002-2003, 2009-2010, 2012-2013, 2017-2018, 2023-2024
- Ethiopian Cup:

Finalista: 1998-1999, 2003-2004, 2005-2006

## Partecipazioni a competizioni CAF
- CAF Champions League: 2 partecipazioni

1998 - Secondo turno
2012 - primo turno
- CAF Confederation Cup: 1 partecipazione

2004 - turno preliminare
- CAF Cup Winners' Cup: 3 partecipazioni

1999 - primo turno
2000 - Secondo turno
2001 - Secondo turno
- CAF Cup: 2 partecipazioni

1994 - primo turno
2003 - primo turno